# Symplocos fimbriata
Symplocos fimbriata är en tvåhjärtbladig växtart som beskrevs av B. Ståhl. Symplocos fimbriata ingår i släktet Symplocos och familjen Symplocaceae. Inga underarter finns listade i Catalogue of Life.